# Rock'n'Roll Love Letter
Rock'n'Roll Love Letter — п'ятий студійний альбом шотландської групи Bay City Rollers, який був випущений у березні 1976 року.

## Композиції
1. Money Honey — 3:14
2. La Belle Jeane — 3:57
3. Rock and Roll Love Letter — 2:54
4. Maybe I'm a Fool to Love You — 3:52
5. Wouldn't You Like It? — 3:10
6. I Only Wanna Dance With You — 2:55
7. Shanghai'd in Love — 3:23
8. Don't Stop the Music — 2:51
9. The Disco Kid — 3:11
10. Eagles Fly — 3:00
11. Too Young to Rock and Roll — 2:14

## Склад
- Лес Макковн: вокал
- Ерік Фолкнер: бас, гітара, скрипка
- Стюарт «Вуді» Вуд: бас, гітара
- Алан Лонгмаєр: бас
- Дерек Лонгмаєр: ударні